# Condado de Karnes
El condado de Karnes es uno de los 254 condados del estado estadounidense de Texas. La sede del condado es Karnes City, y su mayor ciudad es Kenedy. Este condado posee un área de 1.952 km² (de los cuales 8 km² están cubiertos por agua) y una población de 15.446 habitantes, para una densidad de población de 8 hab/km² (según censo nacional de 2000). El condado fue fundado en 1854.

## Historia
De 1734 a 1737, y nuevamente de 1771 a 1782, en época de la Tejas española, existió el fuerte de Santa Cruz del Cíbolo. Su función fue asegurar la defensa de los ranchos y del camino entre San Antonio de Béxar (San Antonio) y La Bahía (Goliad).

## Demografía
Para el censo de 2000, había 15.446 personas, 4.454 cabezas de familia, y 3.246 familias residiendo en el condado. La densidad de población era de 21 habitantes por milla cuadrada.
La composición racial del condado era:
- 68,55% blancos
- 10,79% negros o negros americanos
- 0,68% nativos americanos
- 0,43% asiáticos
- 0,06% isleños
- 17,23% otras razas
- 2,26% de dos o más razas.

Había 4.454 cabezas de familia, de las cuales el 34,00% tenían menores de 18 años viviendo con ellas, el 53,60% eran parejas casadas viviendo juntas, el 13,70% eran mujeres cabeza de familia monoparental (sin cónyuge), y 27,10% no eran familias.
El tamaño promedio de una familia era de 3,15 miembros.
En el condado el 21,80% de la población tenía menos de 18 años, el 11,50% tenía de 18 a 24 años, el 34,20% tenía de 25 a 44, el 18,20% de 45 a 64, y el 14,40% eran mayores de 65 años. La edad promedio era de 34 años. Por cada 100 mujeres había 146,20 hombres. Por cada 100 mujeres mayores de 18 años había 162,50 hombres.

## Economía
Los ingresos medios de una cabeza de familia del condado eran de USD$26.526 y el ingreso medio familiar era de $30.565. Los hombres tenían unos ingresos medios de $27.260 frente a $19.367 de las mujeres. El ingreso per cápita del condado era de $13.603. El 18,50% de las familias y el 21,90% de la población estaban debajo de la línea de pobreza. Del total de gente en esta situación, 29,10% tenían menos de 18 y el 20,50% tenían 65 años o más.